# L'Empar de l'Obrer
L'Empar de l'Obrer, o El Amparo del Obrero, fou una societat cooperativa col·lectiva del barri de Sants, de Barcelona.

## Història

### Fundació i inicis
Fou fundada el 1905 per nou socis, establint el seu local al carrer de la Llibertat número 5 (avui Autonomia), de Sants, com a centre de trobada i tertúlia, fins que, de forma progressiva i encara limitada, iniciaren les operacions de compra i venda de productes. Posteriorment, quan els socis ja assolien la vintena, es traslladà la seu al carrer Masnou 27, i la cooperativa va quedar dotada amb un capital de 3.000 pessetes. En el seu si es formaren dos grups o sectors, el dels que eren partidaris de continuar operant la cooperativa en sentit individual, i el dels que eren partidaris de convertir-la en col·lectiva. Atès que no veieren acceptada la seva proposta, els onze membres del sector col·lectivista abandonaren la cooperativa, si bé al cap de poc, quan aquesta va veure's sobrepassada pels deutes, hi tornaren a ingressar, per a reflotar-la, sota condició de passar al sistema col·lectiu si se'n sortien.
Superada la seva crisi econòmica, la cooperativa es traslladà a la seva primera seu del carrer Premià, si bé en poc temps, degut al seu creixement, pels volts de l'any 1910 la cooperativa i els seus, aleshores, 38 socis, es traslladaren novament a un altre local del carrer Premià, al número 13.

### Adopció del col·lectivisme
Fou el 1911 quan l'Empar de l'Obrer es constituí en societat col·lectiva, el que significava que els socis no es repartien l'excés de percepció individualment, i només rebien assignacions dineràries en casos d'atur, vaga, mamaltia o accident de treball, essent la resta prestacions col·lectives, com l'educació. El 1913, aprofondint en el seu col·lectivisme, la cooperativa fundà una "Caixa Comercial", a fi de millorar l'estat dels obrers en casos de vaga, manca de feina o parts, i per a contribuir a les necessitats d'instrucció o derivades d'orfandat. En la mateixa línia, el 1914 començà a funcionar una mutualitat, que també cobria el referit tipus de contingències dels socis.

### Ampliació de la seu
L'any 1924 s'inaugurà el nou edifici de l'Empar de l'Obrer, comprat el 1929 i reformat des d'aleshores, situat al número 15 del carrer Premià, que ampliava les instal·lacions del local del nº 13. A la planta baixa hi havia la secció de consum, per a la distribució dels diferents articles; al primer pis hi havia el cafè, la sala de juntes i la biblioteca; i al pis superior la sala d'actes, amb un escenari, que els dies laborables estava habilitada per a escola dels fills dels associats, amb capacitat de fins a 120 alumnes.

### Fundació de l'escola pròpia
L'ampliació de la seu de la cooperativa permeté que aquesta posés en marxa la seva pròpia escola, ja que fins aleshores pagaven l'educació dels fills dels cooperativistes en escoles del barri. Acollia un centenar d'alumnes, entre nens i nenes, d'entre 6 i 14 anys, repartits en classes diurnes i nocturnes.